# Paolo Filippi (poeta)
Paolo Filippi (Briga Marittima, 1575 – Torino, 1610) è stato uno scrittore italiano.

## Biografia
Poeta di scuola petrarchista, divenne segretario di Carlo Emanuele I di Savoia, duca di Savoia nella sua corte che si era trasferita pochi anni prima da Chambéry a Torino.
Nel 1601 pubblicò alcune lettere epistolari di Torquato Tasso proponendo su di esse una suddivisione per argomenti.
Tradusse dallo spagnolo all'italiano alcuni sonetti del poeta spagnolo Hernando de Acuña, appropriandosi di questi.

## Opere
- Paolo Filippi dalla Briga, Rime di Paolo Filippi dalla Briga, Appresso Zuane Zenaro, Venezia, 1607